# Буркинийско-ливийские отношения
Буркинийско-ливийские отношения — двусторонние дипломатические отношения между Буркина-Фасо и Ливией. У Ливии посольство расположено в Уагадугу, а посольство Буркина-Фасо — в столице Ливии Триполи.

## История
В октябре 1982 года, всего за месяц до свержения, лидер Буркина-Фасо Сай Зербо совершил государственный визит в Триполи. 
Отношения между ливийским лидером Муаммаром Каддафи и правительством президента Буркина-Фасо Томаса Санкары изначально были тесными после того, как Санкара пришел к власти в результате военного переворота в 1983 году. До переворота Буркина-Фасо была известна как Республика Верхняя Вольта, и Санкара, будучи премьер-министром под властью Жана-Батиста Уэдраого, пригласил Каддафи в Уагадугу. Каддафи встретился только с молодым революционно настроенным офицером, а не с президентом Уэдраого, что, как сообщается, вызвало серьёзные трения между Санкарой и его тогдашним начальником. Предполагается, что это способствовало причинам заключения Санкары в тюрьму президентом Уэдраого, что в конечном итоге помогло спровоцировать военный переворот под руководством Санкары, который свергнул Уэдраого. 6 августа 1983 года, всего через два дня после переворота, Каддафи послал самолёт с гуманитарной помощью новому правительству, однако Томас Санкара попросил ливийцев прекратить это делать. В декабре того же года Каддафи ещё раз посетил Уагадугу в сопровождении 450 телохранителей. 
Крепкие отношения с Буркина-Фасо прямо вписывались в планы Каддафи по распространению ливийского влияния на страны Африки к югу от Сахары. Однако с экономической точки зрения стоимость международной торговли между двумя странами была низкой и остаётся таковой по сей день. В октябре 1985 года Томас Санкара ответил взаимностью на визиты Каддафи, встретившись с ним в Триполи после возвращения из поездки в Москву. 
Несмотря на ранние тесные связи, отношения между Санкарой и Каддафи в конечном итоге ухудшились. 15 октября 1987 года бывший друг и коллега Санкары Блез Компаоре совершил ещё один военный переворот, убив Санкару и сделав себя президентом. По некоторым данным, переворот был, по крайней мере, частично спланирован либерийцем Чарльзом Тейлором, в то время близким союзником режима Каддафи.  Ранее в 1980-х годах Блез Компаоре обеспечил освобождение Тейлора из тюрьмы в Гане и познакомил его с Каддафи. 
Ливия предприняла попытку восстановить тесное сотрудничество, совершив ряд государственных визитов после переворота. К 1988 году отношения были даже лучше, чем во времена дружественных отношений Санкары. Несмотря на статус Ливии как государства-изгоя, Компаоре останется близким ливийским союзником, несколько раз посетив Триполи, осуждая воздушные удары США по Ливии, поддерживая тесное военное сотрудничество и создавая совместный банк. Выступая посредником в Ливии, Буркина-Фасо активно участвовала в Первой гражданской войне в Либерии в Гражданской войне в Сьерра-Леоне, отправив оружие и разместив войска в пользу Национального патриотического фронта Либерии Чарльза Тейлора.
Признаком тесных отношений Буркина-Фасо и Ливии на рубеже тысячелетий стало создание Сообщества сахельско-сахарских государств, членами которого были обе страны. Отношения значительно осложнились в XXI веке, когда в 2011 году разразилась гражданская война в Ливии. 24 августа 2011 года, после падения Триполи в руки повстанцев, Буркина-Фасо объявила, что перестала признавать Великую Социалистическую Народную Ливийскую Арабскую Джамахирию. Вместо неё она признала конкурирующий Переходный национальный совет. Несмотря на это, страна первоначально предложила Каддафи убежище, хотя она подписала договорМеждународного уголовного суда, который обвинил ливийского лидера в преступлениях против человечности. Позднее 7 сентября предложение было отозвано. Муаммар Каддафи был схвачен и убит 20 октября 2011 года.
Три года спустя настала очередь свержения президента Блеза Компаоре. Восстание в Буркинабе вспыхнуло в конце октября 2014 года, в конечном итоге вынудив Компаоре уйти в отставку и бежать из страны. Точно так же вынужден был покинуть свой пост Йеро Боли, министр обороны с 2004 года и посол Буркина-Фасо в Ливии с 1988 по 1995 год. В первый день восстания протестующий разрушил статую Компаоре в Бобо-Диуласо, при этом оставив нетронутой соседнюю статую Каддафи, возведённую в середине 1990-х годов. 
Признаком культурного обмена между Буркина-Фасо и Ливией в эпоху Каддафи является участие футболистов Буркина-Фасо в ливийском спорте — среди них Харуна Бамого, Пьер Кулибали и Поль Кулибали.